# Polizeibericht (Fernsehserie)
Polizeibericht ist der deutsche Titel einer US-amerikanischen Krimiserie, die erstmals 1949 im Hörfunk ausgestrahlt wurde. Der Originaltitel lautet Dragnet (deutsch: Ringfahndung, Schleppnetzfahndung). Der gleichnamige Kinofilm von 1987 erhielt den deutschen Titel Schlappe Bullen beißen nicht.

## Geschichte
Jack Webb, der für seinen Perfektionismus bekannt war, entwickelte die Serie für das Radio. Während gewöhnliche Hörspielserien ein oder zwei Tontechniker einsetzten, waren es bei Dragnet fünf. Schon in der Radiofassung sprach Webb den Polizisten Joe Friday. Die erste Folge lief am 3. Juni 1949 bei NBC.
Ab 1951 produzierte Webb die Serie zusätzlich für das Fernsehen. Dragnet wurde in verschiedenen Versionen neu aufgelegt und parodiert. 1954 wurde ein Dragnet-Kinofilm produziert. Auch hier mit Jack Webb in der Hauptrolle. Dies war zudem auch das erste Mal, dass eine Fernsehsendung den Sprung „auf die große Leinwand“ schaffte.
Vor jeder Folge erfährt der Zuschauer, dass der gezeigte Fall auf einer wahren Begebenheit beruhe, allerdings die Namen geändert wurden. Dieser letzte Teil wurde im Original zur eingängigen Floskel (Only) the names have been changed to protect the innocent… der immer wieder im Sprachgebrauch auftaucht. Dieser Einführungstext findet sich inhaltlich auch in der in Deutschland als Stahlnetz bekannten Version, die ab 1958 ausgestrahlt wurde und regionale Kriminalfälle behandelt. Die Handlung wird durchweg von einem Erzähler getragen, der Akteure vorstellt und Hintergrundinformationen gibt (im Original auch Jack Webb).
Die bekannte Titelmusik der Serie wurde von Walter Schumann komponiert, sie wurde ebenfalls in der deutschen Krimiserie Stahlnetz verwendet. Das prägnante „Taa-Ta-Tamm-Tamm“ zu Beginn jedoch stammt aus der Feder von Hollywood-Komponist Miklós Rózsa (Ben Hur, El Cid u. v. a.) und wurde ursprünglich für den Film Rächer der Unterwelt (1946) komponiert.
Eine neuere Version der Titelmusik entstammt der 1987 produzierten Version Dragnet’88 von The Art of Noise. Sie wurde als Titelmusik für den eher als Parodie anzusehenden gleichnamigen Kinofilm mit Dan Aykroyd und Tom Hanks als Sgt. Joe Friday (der Neffe des ursprünglichen Ermittlers) und Partner verwendet.
2003 bis 2004 wurde von Dick Wolf, dem Produzenten von u. a. Miami Vice und Law & Order, zwei neue Staffeln produziert, die in Deutschland 2007 unter dem Namen Polizeibericht Los Angeles ausgestrahlt wurden. Die Figur des Joe Friday wurde von dem als Al Bundy bekannt gewordenen Schauspieler Ed O’Neill gespielt.